# Curteni, Mureș
Curteni (în maghiară Udvarfalva) este un sat în comuna Sântana de Mureș din județul Mureș, Transilvania, România.

## Istoric
Pe Harta Iosefină a Transilvaniei din 1769-1773 (Sectio 128), localitatea a apărut sub numele de „Udvarfalva”. 